# Высокопольская волость
Высокопольская волость (Кронауская волость) — административно-территориальная единица Херсонского уезда Херсонской губернии и Криворожского уезда Екатеринославской губернии.

## История
26 февраля 1919 года вошла в состав новообразованного Криворожского уезда.
Упразднена 7 марта 1923 года.

## Характеристика
По состоянию на 1886 год состояла из 14 поселений, 14 сельских общин. Население 3426 человек (1802 мужского пола и 1624 женского), 620 дворовых хозяйств.
Самые большие поселения волости:
- Кронау — колония немцев в 140 верстах от уездного города, 352 человека, 64 двора, молитвенный дом, школа, 3 лавки.
- Ландау — колония немцев, 294 человека, 60 дворов, школа.
- Шенталь — колония немцев, 312 человек, 68 дворов, школа.

| Собственность  | Площадь (в т. ч. пахотной) |
| -------------- | -------------------------- |
| Сельских общин | 24 318 (14 793)            |
| Всего          | 24 318 (14 793)            |